# Monte Aguila
Cet article possède un paronyme, voir Monte Aquila.
Monte Aguila est une ville chilienne située dans la région du Biobío, dans la commune de Cabrero, à 5 kilomètres au sud de la ville du même nom. C'était la tête du disparu Ramal Monte Aguila - Polcura, ce qui en fait une localité reconnue par l'industrie ferroviaire. Il comprend une population de 6 574 habitants.

## Toponymie
Selon l'histoire des indigènes qui vivaient dans la première moitié du XXe siècle, le nom "Monte Águila" provient du Lonco Ñancomawida, dont le nom à Mapudungún signifiait "Monte de las Aguilas" (Mont des Aigles).

## Histoire

### Naissance
L'histoire remonte à l'existence de mapuches et d'araucanos, regroupés dans le secteur de Monte Águila, appartenant à la subdélégation de Yumbel. Les premiers habitants de cette ville étaient un groupe de Mapuches, qui vivaient au milieu des territoires les plus arides et les plus désertes, avec peu de végétation, connue sous leur origine ethnique comme Coyunches "Gente de los arenales" (Les gens du arène). Ces Indiens étaient dirigés par la lonco Ñancomawida, qui, avec leur peuple, n'étaient pas acceptés dans le fonds qui s'était développé dans le secteur, tout comme les charpentiers qui y travaillaient.
En 1852, ce groupe d'indigènes était obligé de quitter ces terres, car, par décret suprême, le président de l'époque, Manuel Bulnes Prieto dans son mandat de 1841 à 1851, céda la colonisation étrangère des terres occupées par les Mapuches, permettant ainsi l'arrivée de colons allemands, italiens et français. Il y a eu plusieurs soulèvements de mapuches dans le but de récupérer leurs territoires dans le but de récupérer les terres ravagées, de 1880 à 1882, et c'est pourquoi Ñancomawida et ses personnes ont été intégrées au processus progressif d'aliénation de la terre, en représailles à les abus et les faiblesses commises par les nouveaux habitants. Plus tard, le chef de ce groupe d'indigènes, Ñancomawida, disparaît sans le savoir plus.

### Deuxième moitié du XXe siècle
Après la Guerre du Pacifique (1880), la localité sert de point de transfert et d'expédition d'armement et de futurs soldats transportés dans des wagons et des wagons. Déjà en 1887, un lien commercial a été créé entre Monte Águila et la ville argentine de Neuquén, qui s'étend jusqu'en 1968, période où il y a eu un grand développement économique et social pour Monte Águila. Une étape clé dans la consolidation de Monte Águila en tant que ville a été la construction du Ramal, qui a uni notre ville avec Polcura. Le Chemin de fer trans-andin, un travail commencé en 1905, a été financé par Porfirio Ahumada, un ressortissant chilien et ses partenaires Corsini (Argentine), Carlos Viel (ingénieur), Martin Worman et Horacio del Río. Sans aucun doute, ce moment clé de la formation de Monte Águila permet à notre localité de consolider et d'atteindre une croissance rapide, de réaliser un développement social et culturel.

### Nouvelles
À l'heure actuelle, Monte Águila est une ville qui appartient aujourd'hui à la municipalité de Cabrero et son autorité principale est son maire Mario Gierke Quevedo. Un certain nombre de changements au cours des dernières années ont donné un nouveau visage à la ville, avec beaucoup de ces changements importants pour son développement. De nombreuses modernisations ont été faites dans la ville, comme les trottoirs des rues, une nouvelle place et une série de nouveaux bâtiments et maisons qui ont fait de cette ville une plus grande importance aujourd'hui.

## Galerie

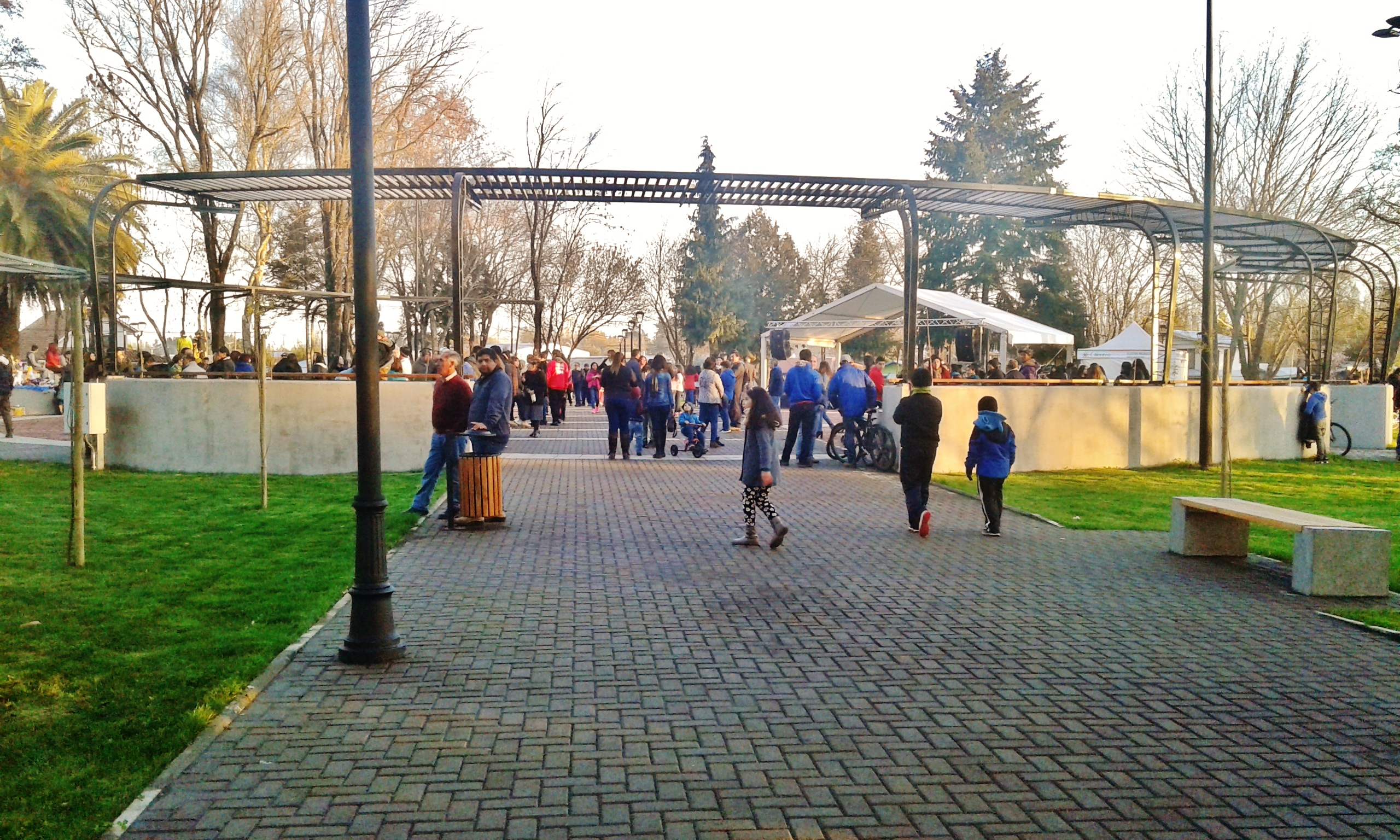
Entrée de la place principale.
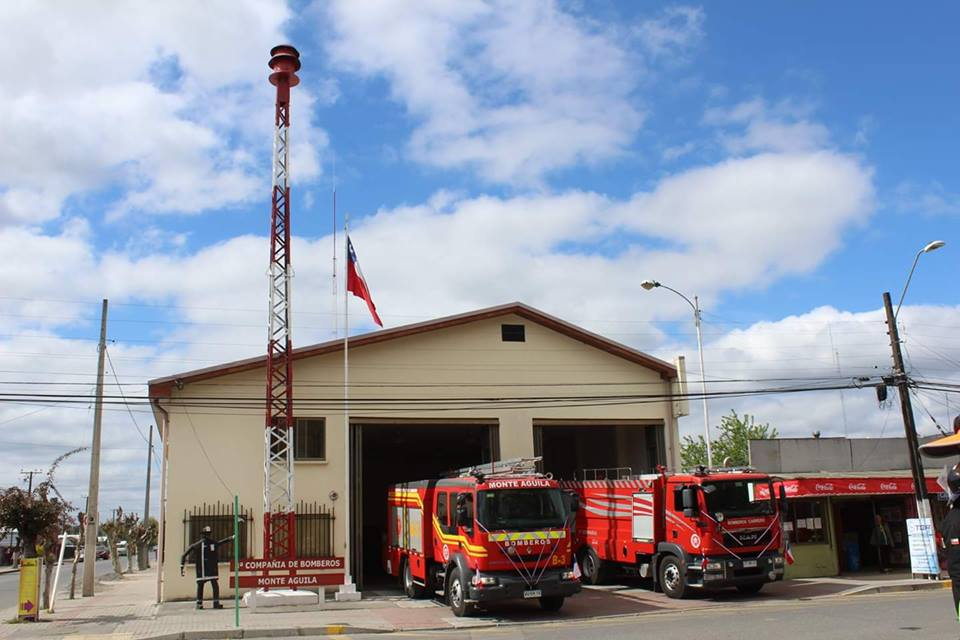
Troisième caserne de pompiers de Cabrero, située à Monte Águila.
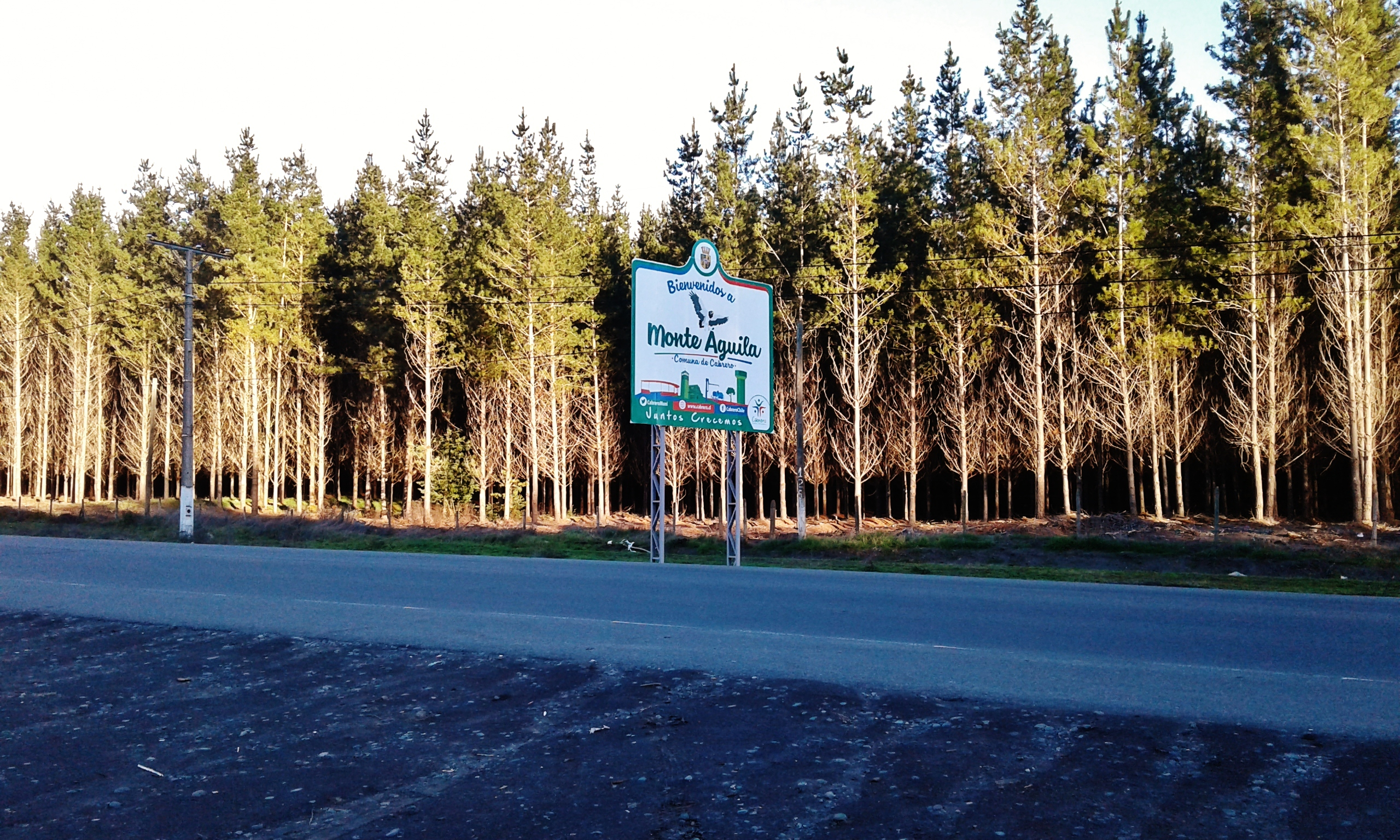
Entrée de la ville à Monte Águila depuis Yumbel.
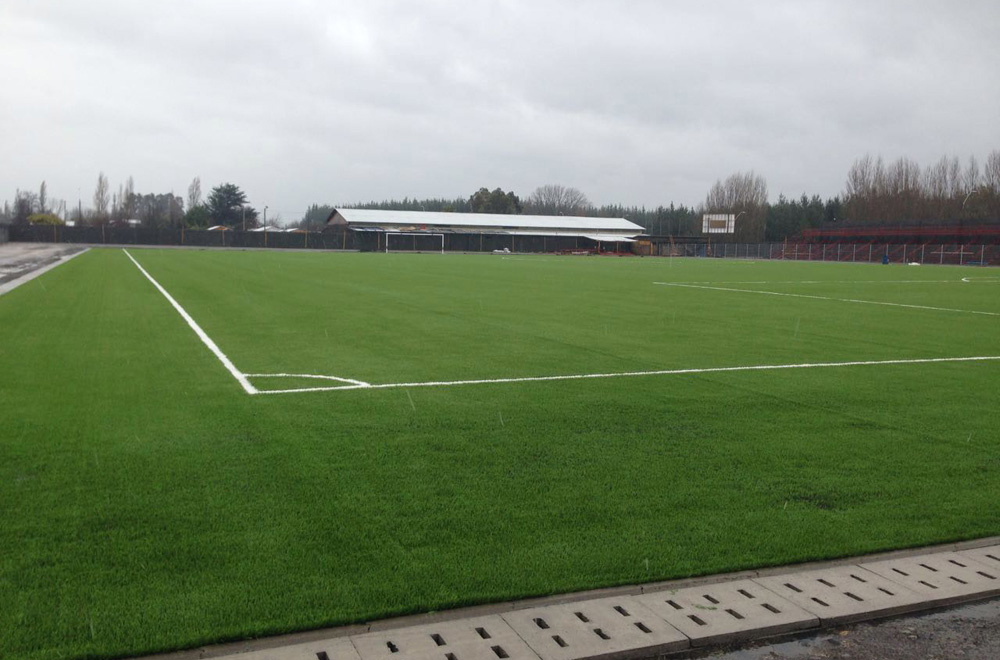
Stade de football de Monte Águila.
Défilé chilien "Fiestas Patrias".
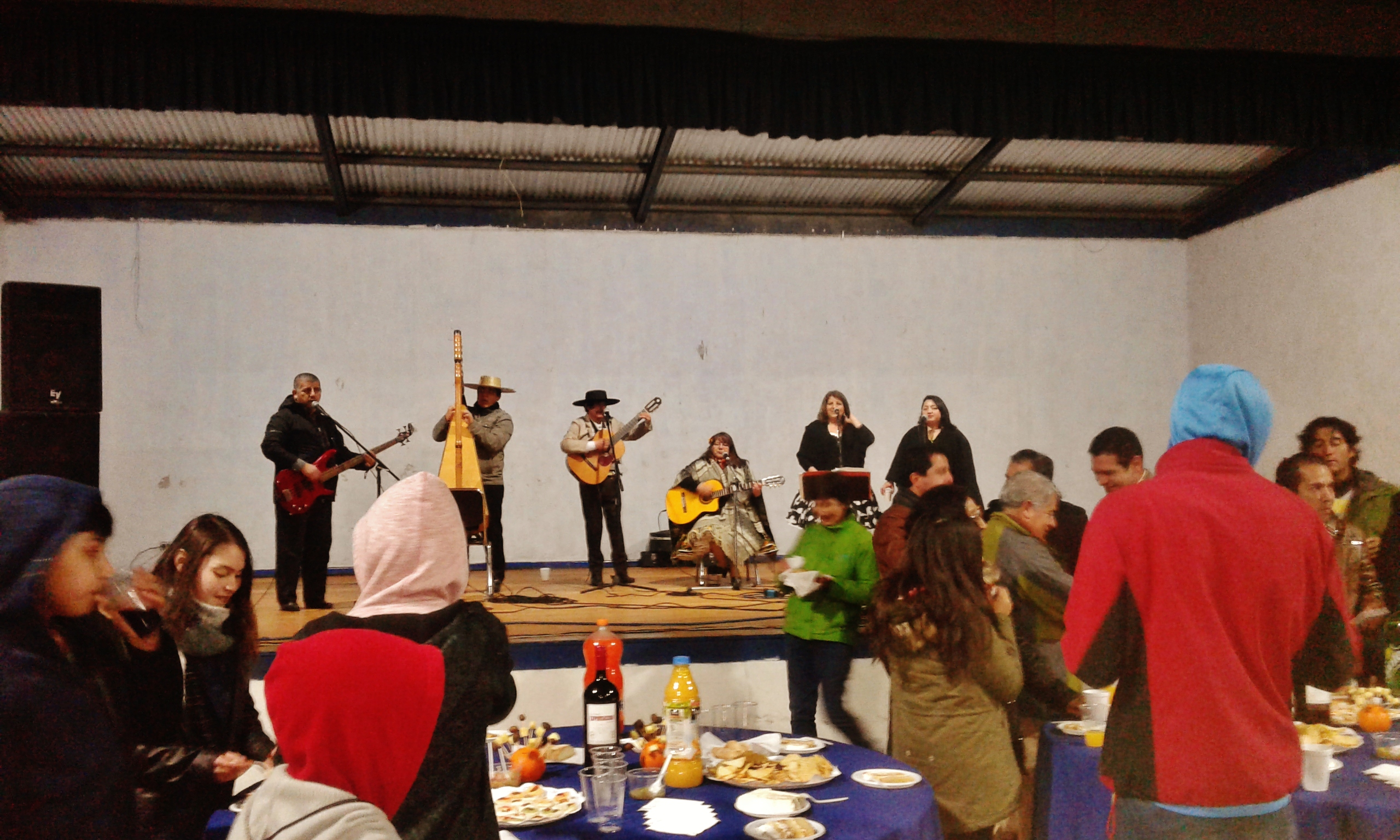
Gym
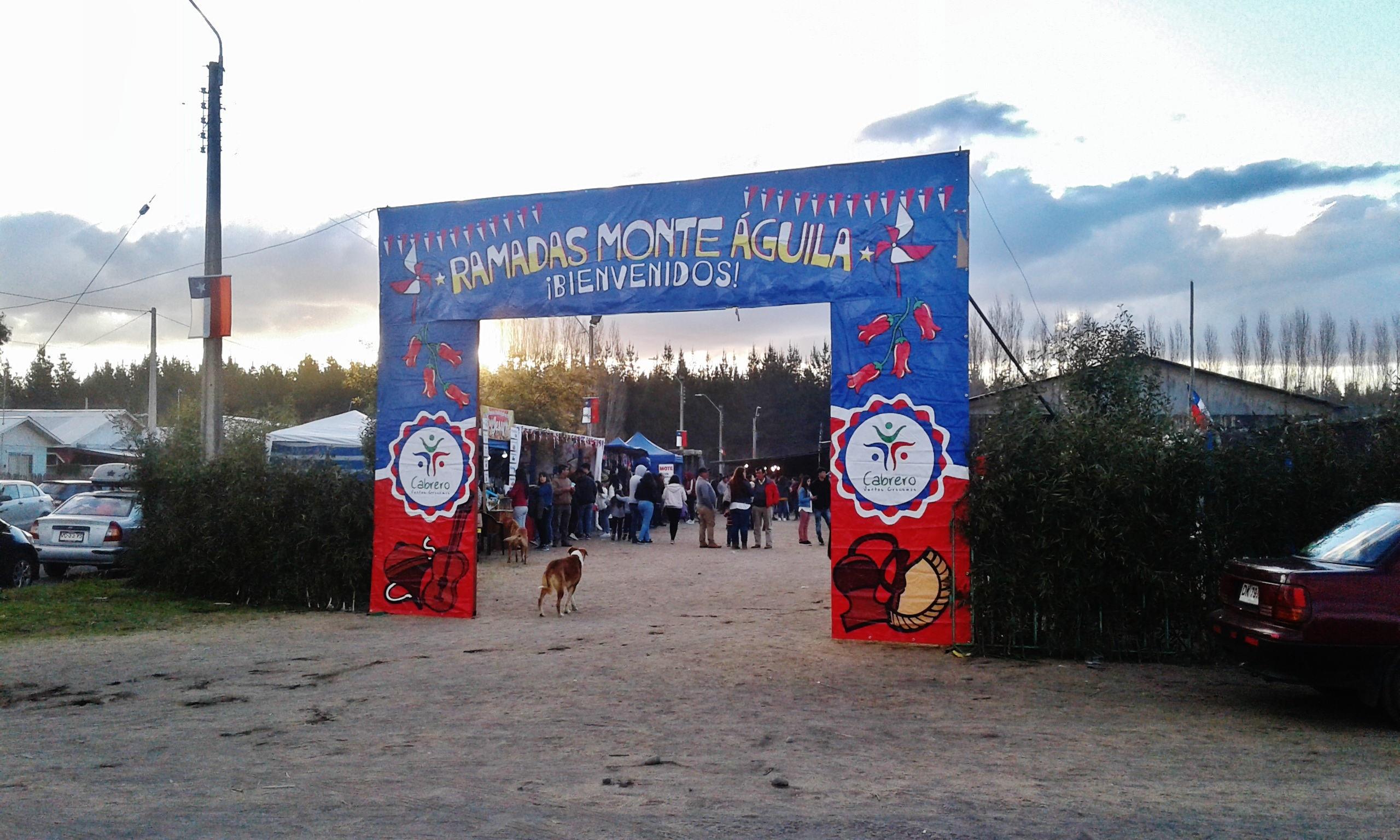
Complexe sportif de Monte Águila en septembre.
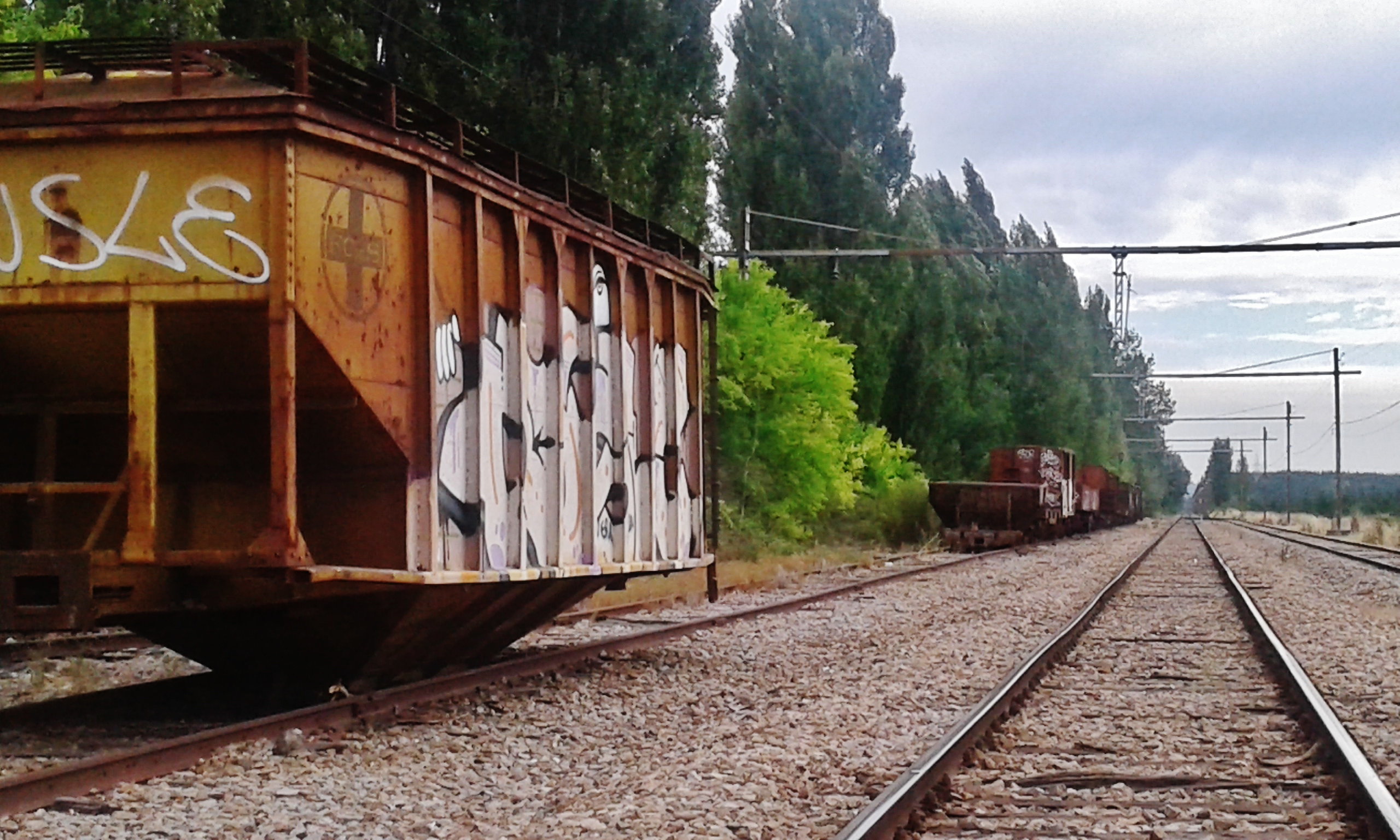
Machinerie ferroviaire en désuétude, dans la gare de la ville.